# قاتل روانی
«قاتل روانی» یا «سایکو کیلر» (به انگلیسی: Psycho Killer) ترانه‌ای است که نخستین‌بار سال ۱۹۷۴ میلادی توسط دیوید برن، کریس فرانتس و تینا ویموث، اعضای گروه «آرتیستیک» (The Artistic) منتشر شد. سپس همان اعضا گروه موج نوی تاکینگ هدز را بنیان گذاشتند و ترانه را با نامِ این گروه یک‌بار در سال ۱۹۷۵ و بار دیگر در سال ۱۹۷۷ به‌عنوان آهنگی از آلبوم «تاکینگ هدز:۷۷» منتشر کردند.
این ترانه که نخستین هیت گروه و ترانهٔ معرّف گروه شمرده می‌شود، ظاهراً افکار یک قاتل سریالی را بیان می‌کند. به‌گفتهٔ منتقد آل میوزیک، موسیقیِ «قاتل روانی» به‌شکلی فریب‌آمیز و متناقض، نوعی موسیقی موج‌نو/بی‌موجِ فانکی و رقص‌آور است، با ریتمی پایدار و یکی از به‌یادماندنی‌ترین خط‌بیس‌های (Bassline) تاریخ راک اند رول.
«قاتل روانی» تنها ترانه‌ای از آلبوم بود که به ۱۰۰ آهنگ داغ بیلبورد راه یافت و در جایگاه ۹۲ آن قرار گرفت. این اثر در فهرست «۵۰۰ ترانه‌ای که راک اند رول را شکل دادند» از تالار مشاهیر راک اند رول گنجانده شده است.